# Hamidou Sinayoko
Hamidou Sinayoko (sinh ngày 11 tháng 3 năm 1986 ở Ségou) là một cầu thủ bóng đá người Mali, thi đấu cho Djoliba AC.]]

## Sự nghiệp
Tiền đạo này khởi đầu sự nghiệp với Union Sportive Bougouni ở quê nhà, trước khi chuyển đến Onze Créateurs de Niaréla năm 2011. Anh thi đấu cho Onze Createurs đến năm 2013 và ký hợp đồng cho Djoliba AC vào mùa hè năm 2013.

## Sự nghiệp quốc tế
Vào tháng 1 năm 2014, huấn luyện viên Djibril Dramé, triệu tập anh vào đội hình Mali tham dự Giải vô địch bóng đá châu Phi 2014. Anh giúp đội bóng vào đến tứ kết nơi họ thất bại trước Zimbabwe với tỉ số 2-1. Anh thi đấu 3 trận for Đội tuyển bóng đá quốc gia Mali.

### Bàn thắng quốc tế
Tỉ số và kết quả liệt kê bàn thắng của Mali trước.
| Bàn thắng | Thời gian           | Địa điểm                                   | Đối thủ  | Tỉ số | Kết quả | Giải đấu                           |
| --------- | ------------------- | ------------------------------------------ | -------- | ----- | ------- | ---------------------------------- |
| 1.        | 25 tháng 1 năm 2014 | Sân vận động Cape Town, Cape Town, Nam Phi | Zimbabwe | 1–2   | 1–2     | Giải vô địch bóng đá châu Phi 2014 |
| 2.        | 19 tháng 1 năm 2016 | Sân vận động Umuganda, Gisenyi, Rwanda     | Uganda   | 2–2   | 2–2     | Giải vô địch bóng đá châu Phi 2016 |